# Sphaerarthrum efateense
Sphaerarthrum efateense is een keversoort uit de familie soldaatjes (Cantharidae). De wetenschappelijke naam van de soort werd in 1968 gepubliceerd door Wittmer.